# 洋子
洋子，原寫為洋仔，是臺灣臺南市新化區的一個傳統地域名稱，位於該區西部。相較於今日行政區，其範圍大致包括協興里西南部、全興里北部西側凸出部分及東北端不含其東側邊界地帶、豐榮里、武安里南部。
本地區境內主要聚落為洋仔、下港，設有正新國小。

## 歷史
台灣日治初期，洋子地區為一街庄，稱為「洋仔庄」（舊制街庄），隸屬於廣儲東里。該庄昔日北與唪口庄為鄰，東與大目降街、知母義庄為鄰，南邊為竹仔腳庄，西邊為西勢庄、王田庄。
1901年（日治明治三十四年）11月11日，全台廢縣廳改設二十廳，該庄隸屬於臺南廳。1904年（明治三十七年）3月31日，該庄編入「廣儲區」，隸屬於臺南廳。1909年（明治四十二年）10月25日，全台合併二十廳為十二廳，廣儲區仍隸屬於臺南廳。1920年（大正九年）10月1日，全台地方制度大改正，廢十二廳改設五州二廳，該庄改制並雅化為「洋子」大字，隸屬於臺南州新化郡新化街（新制街庄）。
戰後新化街改制為新化鎮，隸屬於臺南縣，大字亦改制為里。1950年（民國39年）10月25日，雲、嘉、南分治，新化鎮仍隸屬於臺南縣。2010年（民國99年）12月25日，臺南縣、市合併為直轄臺南市，新化鎮改制為新化區。

## 聚落
本地區發展較早的聚落為洋仔、下港，在日治初期的官方地圖上已有記載。

## 交通
省道台20線是臺南至德高的幹道，其中部分路段稱為「南橫公路」（目前並未全線通車），經過本地區洋仔聚落北郊。由該道路西行可前往永康區、北區、中西區，並止於湯德章紀念公園圓環；東行可前往新化區新化市區、山上區南端、左鎮區、玉井區等地。
省道台39線又稱「高鐵橋下道路臺南段」，是新市（實際起點在洋子）至阿蓮的幹道，其北側端點位於本地區西部的省道台20線路口。由此向南可前往永康區東端、歸仁區、高雄市阿蓮區，並止於崙子頂地區的省道台28線路口。
市道180甲線是大灣至新化的道路，其東側端點（終點）位於本地區北部邊界地帶東側的中山路路口，由此向西南經過本地區洋仔聚落東南側後，可前往永康區南部，並止於大灣地區的市道180號路口。
區道南144線是永就至新化的道路，其南側端點（終點）位於本地區北部邊界地帶偏東的中正路路口。
區道南170線是竹仔腳至知義的道路，其西北側端點（起點）位於本地區西部的省道台20線路口。

## 學校
- 正新國小